# World of Stardom Championship
Il World of Stardom Championship è il principale titolo della World Wonder Ring Stardom. È stato annunciato il 26 giugno 2011 e la prima campionessa è stata incoronata il 24 luglio seguente, quando Nanae Takahashi ha sconfitto Yoko Bito. L'attuale campionessa è Tam Nakano dal 31 agosto 2024.

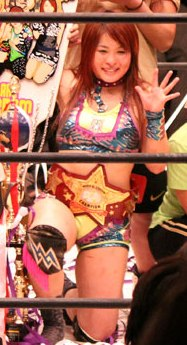
Io Shirai con la prima versione del titolo nel 2014

La cintura che rappresenta il titolo è di colore rossa in onore del titolo WWWA World Single Championship della All Japan Women's Pro-Wrestling.

## Albo d'oro

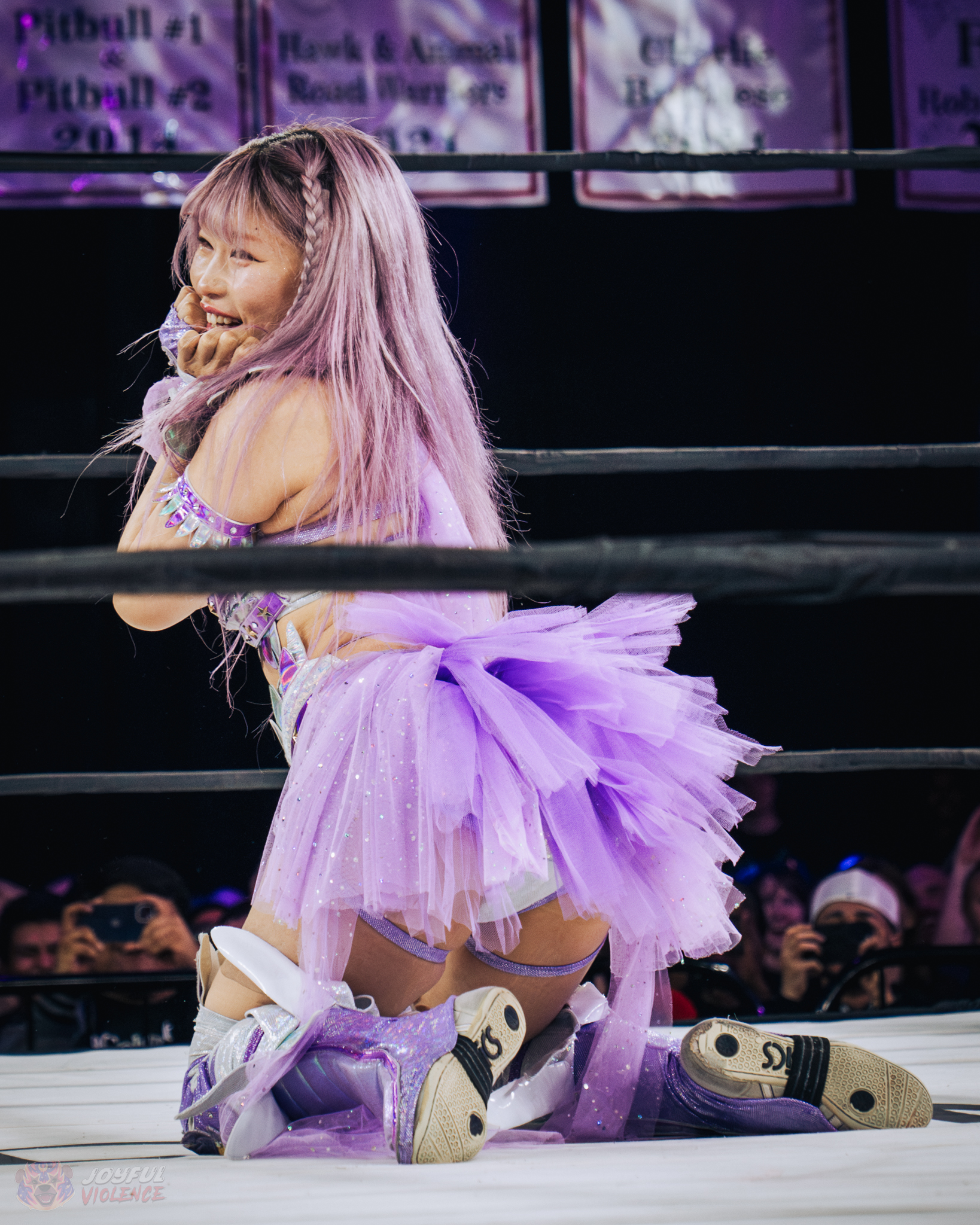
L'attuale campionessa Tam Nakano.

| #  | Campionessa        | Regno | Data              | Luogo    | Evento                          | Giorni | Difese | Note                                                                                            | Fonti         |
| -- | ------------------ | ----- | ----------------- | -------- | ------------------------------- | ------ | ------ | ----------------------------------------------------------------------------------------------- | ------------- |
| 1  | Nanae Takahashi    | 1     | 24 luglio 2011    | Tokyo    | Stardom x Stardom               | 602    | 7      | Sconfigge Yoko Bito nella finale del torneo di assegnazione.                                    | [ 1 ]         |
| 2  | Alpha Female       | 1     | 17 marzo 2013     | Tokyo    | The Highest                     | 43     | 0      |                                                                                                 | [ 3 ]         |
| 3  | Io Shirai          | 1     | 29 aprile 2013    | Tokyo    | Ryogoku Cinderella              | 468    | 10     |                                                                                                 |               |
| 4  | Yoshiko            | 1     | 10 agosto 2014    | Tokyo    | Stardom x Stardom               | 199    | 3      |                                                                                                 | [ 4 ]         |
| —  | Vacante            | —     | 25 febbraio 2015  | —        | —                               | —      | —      | Yoshiko è stata privata della cintura per aver legittimamente infortunato Act Yasukawa (shoot). |               |
| 5  | Kairi Hojo         | 1     | 29 marzo 2015     | Tokyo    | The Highest                     | 119    | 3      | Sconfigge Io Shirai nella finale di un torneo per riassegnare il titolo vacante.                |               |
| 6  | Meiko Satomura     | 1     | 26 luglio 2015    | Tokyo    | Stardom x Stardom               | 150    | 1      |                                                                                                 | [ 5 ]         |
| 7  | Io Shirai          | 2     | 23 dicembre 2015  | Tokyo    | Year End Climax                 | 546    | 14     |                                                                                                 |               |
| 8  | Mayu Iwatani       | 1     | 21 giugno 2017    | Tokyo    | Galaxy Star                     | 95     | 2      |                                                                                                 |               |
| 9  | Toni Storm         | 1     | 24 settembre 2017 | Nagoya   | 5★Star GP x Champions in Nagoya | 258    | 3      | Storm ha vinto il titolo a causa dell'infortunio che Iwatani ha subito nel corso del match.     | [ 6 ]         |
| 10 | Kagetsu            | 1     | 9 giugno 2018     | Yokohama | Stardom Shining Stars           | 329    | 8      |                                                                                                 | [ 7 ]         |
| 11 | Bea Priestley      | 1     | 4 maggio 2019     | Tokyo    | Golden Week Stars               | 184    | 5      |                                                                                                 | [ 8 ]         |
| 12 | Mayu Iwatani       | 2     | 4 novembre 2019   | Tokyo    | Best of Goddess                 | 377    | 5      |                                                                                                 |               |
| 13 | Utami Hayashishita | 1     | 15 novembre 2020  | Sendai   | Sendai Cinderella               | 409    | 9      |                                                                                                 |               |
| 14 | Syuri              | 1     | 29 dicembre 2021  | Tokyo    | Dream Queendom                  | 365    | 10     | Era in palio anche lo SWA World Championship.                                                   | [ 9 ]         |
| 15 | Giulia             | 1     | 29 dicembre 2022  | Tokyo    | Dream Queendom II               | 115    | 2      |                                                                                                 | [ 10 ]        |
| 16 | Tam Nakano         | 1     | 23 aprile 2023    | Yokohama | All Star Grand Queendom         | 211    | 3      |                                                                                                 | [ 11 ]        |
| —  | Vacante            | —     | 20 novembre 2023  | —        | —                               | —      | —      | Reso vacante per l'infortunio di Tam Nakano.                                                    | [ 12 ]        |
| 17 | Maika              | 1     | 29 dicembre 2023  | Tokyo    | Dream Queendom III              | 279    | 6      | Sconfigge Suzu Suzuki per il titolo vacante                                                     | [ 13 ] [ 14 ] |
| 18 | Natsuko Tora       | 1     | 28 luglio 2024    | Sapporo  | World Rendez-Vous               | 34     | 0      |                                                                                                 | [ 15 ]        |
| 19 | Tam Nakano         | 2     | 31 agosto 2024    | Tokyo    | 5★Star Grand Prix (Notte 12)    | 194+   | 2      |                                                                                                 | [ 16 ]        |